# Лісне (Охтирський район)
Лісне —  селище в Україні, у складі Тростянецької міської громади Охтирського районіу Сумської області. Населення становить 169 осіб. Колишній орган місцевого самоврядування — Криничненська сільська рада.

## Географія
Село розташоване на лівому березі річки Радомлі, вище за течією на відстані 1 км розташоване село Машкове, нижче за течією на відстані 1,5 км і на протилежному березі розташоване місто Тростянець. Поруч проходять автомобільні дороги Н12 і Т 1913.